# آکوبا ژاپنی
آکوبا ژاپنی (نام علمی: Aucuba japonica) نام یک گونه از سرده آکوبا است. زادگاه این گیاه همیشه سبز زیبا، چین، تایوان و جنوب ژاپن است.
آکوبا ژاپنی، معمولاً به نام لورل خالدار، لورل ژاپنی، یا گیاه گرد طلا (ایالات متحده)، درختچه‌ای است ۱ تا ۵ متر بلندی بومی خاک‌های غنی جنگلی و دره‌های مرطوب، بیشه‌ها، کنار نهرها و نزدیک سنگ‌های مرطوب سایه‌دار در چین، کره و ژاپن.
این گونه آکوبا است که معمولاً در باغ‌ها دیده می‌شود، اغلب به شکل رنگارنگ. برگ‌ها متقابل، نیزه‌ای پهن، ۵ تا ۸ سانتی‌متر طول و ۲ تا ۵ سانتی‌متر عرض هستند. آکوبا ژاپنی دوپایه می‌باشد. گل‌ها کوچک، ۴ تا ۸ میلی‌متر قطر، هر کدام دارای چهار گل‌برگ قهوه‌ای مایل به ارغوانی است. آنها در خوشه‌های ۱۰ تا ۳۰ تایی در یک سیم شل (Inflorescence Determinate or cymose) تولید می‌شوند. این میوه یک شفت قرمز رنگ به قطر تقریباً ۱ سانتی‌متر است که پرندگان از آن اجتناب می‌کنند.
درختچه آکوبا جز گونه گیاهان مقاوم به کم‌آبی و مقاوم به سرما می‌باشد که به‌عنوان یک گیاه آپارتمانی قابل نگهداری است.

## نگارخانه

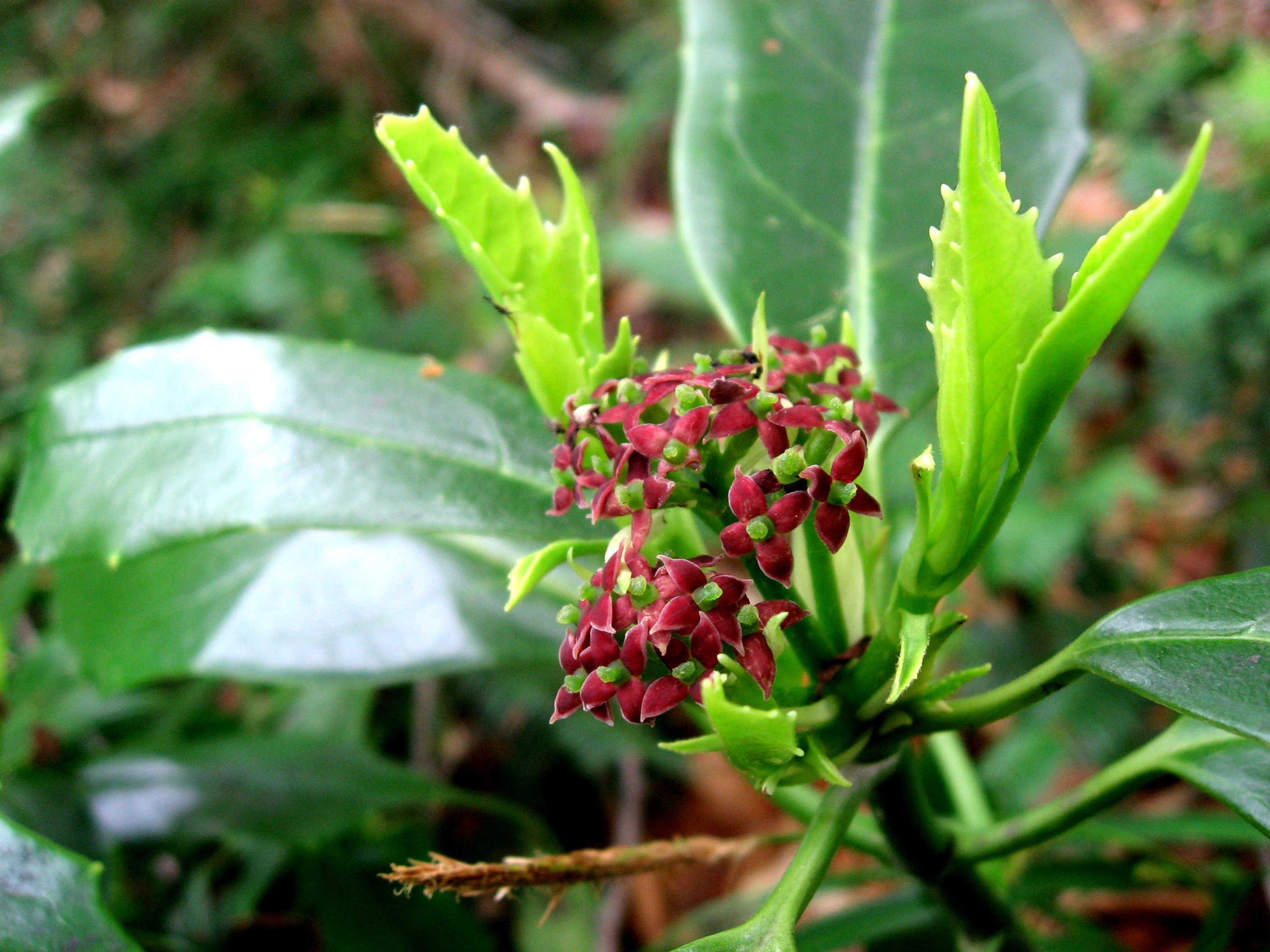
گل‌های ماده
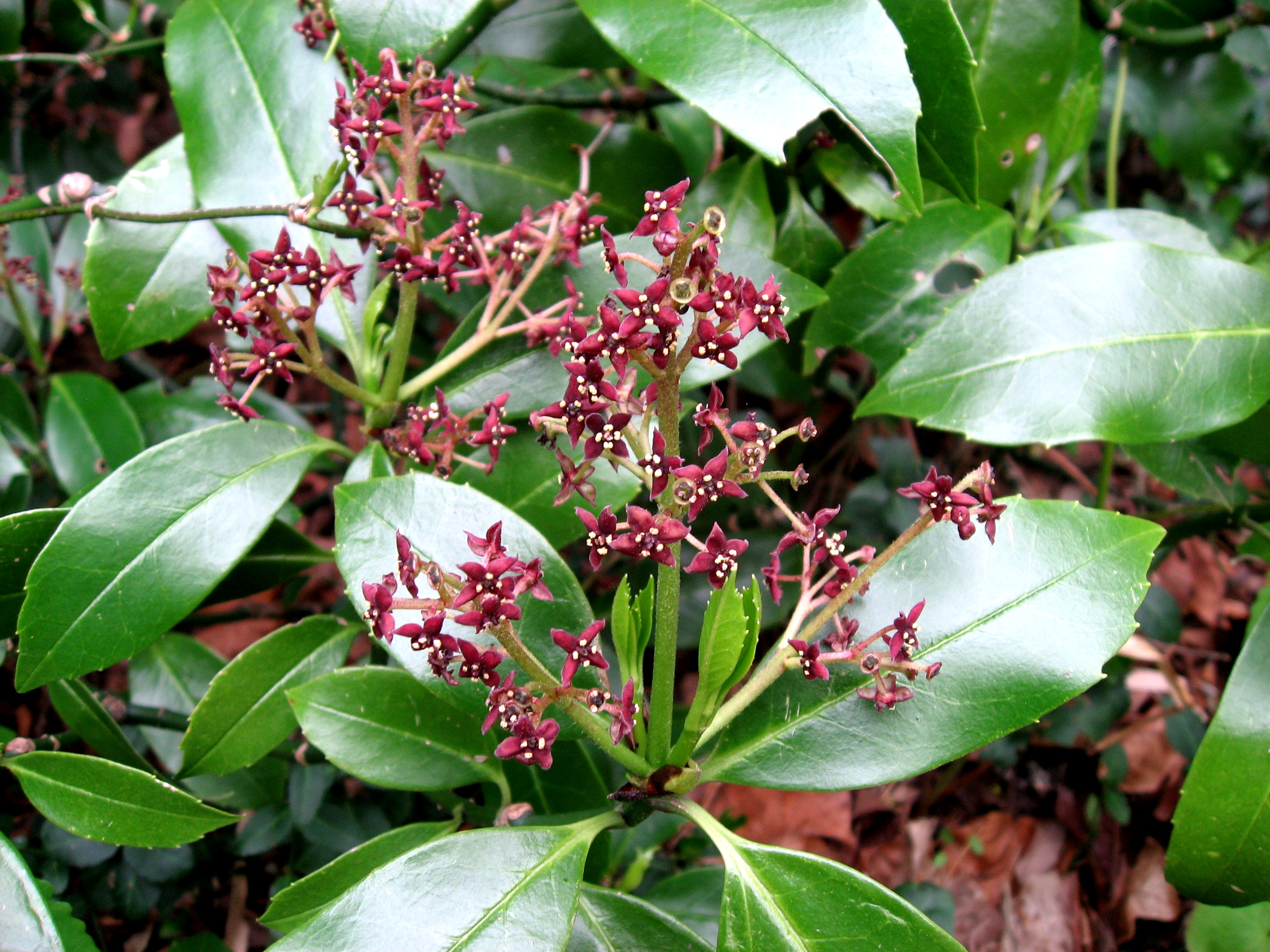
گل‌های نر
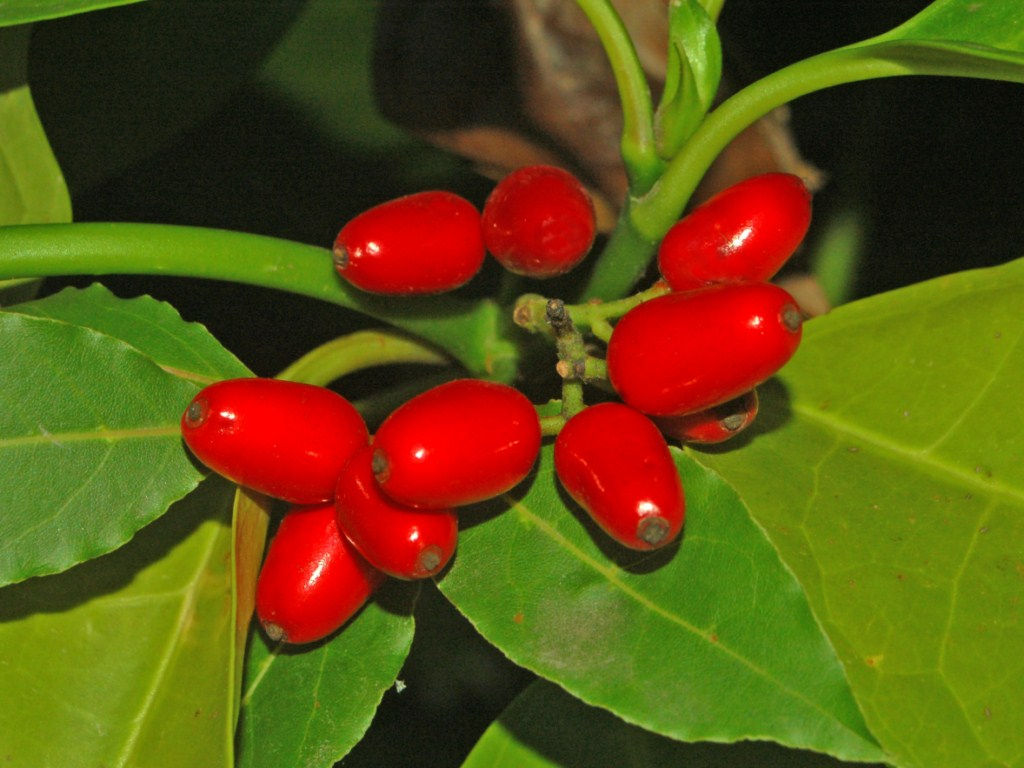
میوه‌های رسیده
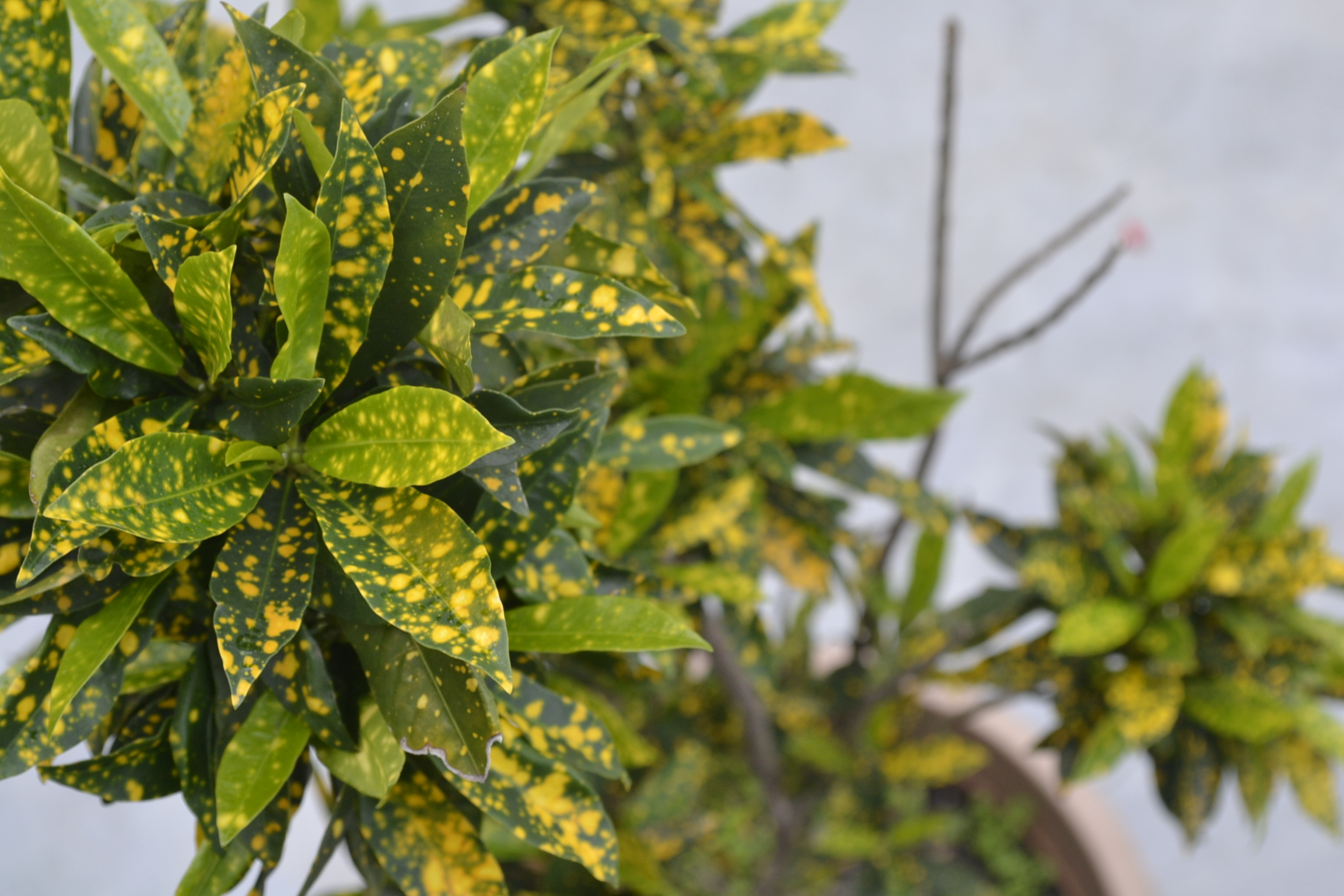
برگ‌ها
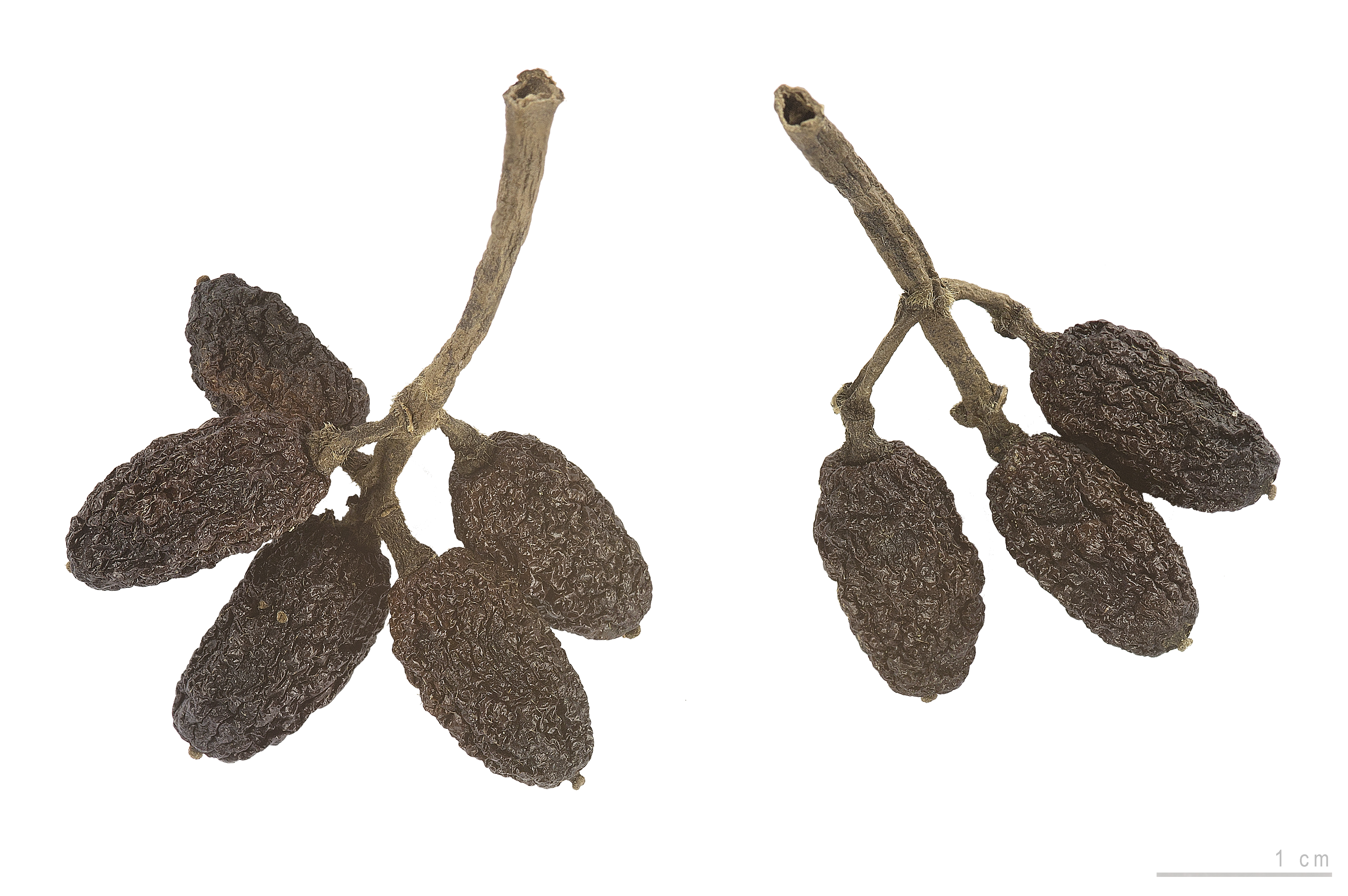
موزه تولوز